# George Jones Sings Bob Wills
Albums de George Jones
Sings Country and Western Hits
(1962) Homecoming in Heaven
(1962)
George Jones Sings Bob Wills est un album de l'artiste américain de musique country George Jones. Cet album est sorti en 1962 sur le label United Artists Records. C'est le premier album de Jones sur ce label.

## Liste des pistes
| No  | Titre                               | Auteur                                      | Durée |
| --- | ----------------------------------- | ------------------------------------------- | ----- |
| 1.  | Bubbles in My Beer                  | Tommy Duncan, Cindy Walker, Bob Wills       | 2:20  |
| 2.  | Faded Love                          | Johnny Lee Wills, Bob Wills                 | 2:39  |
| 3.  | Roly Poly                           | Rose                                        | 1:52  |
| 4.  | Trouble in Mind                     | Jones                                       | 2:06  |
| 5.  | Take Me Back To Tulsa               | Duncan, Wills                               | 1:56  |
| 6.  | The Warm Red Wine                   | Walker                                      | 2:53  |
| 7.  | Time Changes Everything             | Duncan                                      | 2:54  |
| 8.  | Worried Mind                        | Ted Daffan, Jimmie Davis                    | 2:19  |
| 9.  | Silver Dew on the Bluegrass Tonight | Burt                                        | 2:23  |
| 10. | San Antonio Rose                    | Wills                                       | 2:47  |
| 11. | Steel Guitar Rag                    | Leon McAuliffe, Cliffie Stone, Merle Travis | 2:22  |
| 12. | Big Beaver                          | Wills                                       | 2:36  |